# ブロムリー区
ブロムリー・ロンドン自治区（ブロムリー・ロンドンじちく、英: London Borough of Bromley）は、イングランドのロンドン南東部にある、グレーター・ロンドンを構成する行政区の一つ。1963年ロンドン政府法により北東部隣接ベクスリー区と共に東部隣接ケント州から分離して設置された 。ロンドン市内を流れるテムズ川の南側に位置する。区の名称は中心地区であるブロムリーに因む。地方自治体はブロムリー・ロンドン区カウンシル (Bromley London Borough Council) 。区の東部隣接一帯はケント州になり、南西端はサリー州と隣接する。
クリスタル・パレス地区にターミナルケア・ホスピスの先駆けになるセント・クリストファー・ホスピスがある。

## 地理
西部でクロイドン区、北西部でクリスタル・パレスを介してクロイドン区、ランベス区、サザーク区、北部で西から順にルイシャム区、グリニッジ区、ベクスリー区と接する。
南西部でサリー州、南東部から東部でケント州に接する。

## 主な地区
- ブロムリー（Bromley） - ルイシャム区やグリニッジ区傍の区北側に位置する区内で中心的な町。2011年現在の人口は約8万7千人。
- クリスタル・パレス（Crystal Palace。区北西端にある水晶宮から名づけた明確な境界がない地区。ランベス区、サザーク区、クロイドン区、ブロムリー区界隈のクリスタル・パレス・パレード (Crystal Palace Parade) 及びルイシャム区界隈のシデナム・ヒル (Sydenham Hill) に跨がる）
- シデナム（Sydenham。ルイシャム区、サザーク区、ブロムリー区に跨がる） - 歴史的に、1854年に水晶宮がシデナム・ヒル地区に移転してきてから、周辺界隈はいわば"裕福な地区"となっていった。
- ベックナム - 隣接界隈のシデナム地区に水晶宮が移転して以降、ヴィクトリア朝期1850-1900年の間に人口が2000人から26000人に急拡大した。
- オーピントン（Orpington） - 南東部にある町、あるいはその周辺エリア。
- チェルスフィールド（Chelsfield） - 南東部にあるエリア。旧来の村落と駅周辺の新興住宅地とに別たれる地域。2011年現在の人口は約1万4千5百人。
- ファーンバラ（Farnborough） - 南東部にある集落、村。
- グリーン・ストリート・グリーン（Green Street Green） - 南東部にあるエリア。

## 関係者
出身者
- ウィリアム・ピット (小ピット)（イギリスの首相）
- ハーバート・ジョージ・ウェルズ（H・G・ウエルズ、SF小説家）
- ファットボーイ・スリム（クラブDJ、ミュージシャン）

居住その他ゆかりある人物
- イーディス・ネズビット（18-19世紀前半の女性児童文学作家） - サリー州（現ランベス区）ケニントン界隈生まれ。当時ケント州のチェルスフィールドやエルタム（Eltham, 現グリニッジ区）などに居住（en:Chelsfield#Notable residents, en:Eltham#Notable residents 参照）。
- ジュリー・アンドリュース（女優、歌手） - ロンドン南西隣接サリー州生まれ。幼少期以降、サリー州、現ブロムリー区内ベックナム、さらにサリー州などに居住。
- マーガレット・サッチャー（イギリスの首相） - 戦後ピムリコ、チェルシー、1957-64年は当時のケント州で現ブロムリー区のファーンバラ (Farnborough) のドーマー付一軒家に居住。さらにウェストミンスター、1965-72年はケント州ランバーハースト (Lamberhurst)、チェルシー、ダウニング街10番地、サザーク区ダリッジとたびたび住処を変え、1991-2012年はベルグレイヴィアのチェスター・スクウェア (73 Chester Square) 、亡くなる2013年はホテル・リッツに居住[3]。